# أفري بروكس
أفري بروكس (بالإنجليزية: Avery Brooks)‏ مواليد 2 أكتوبر 1949 في إيفانسفيل، إنديانا، الولايات المتحدة، هو ممثل ومخرج أمريكي بدأ مسيرته الفنية سنة 1984. امتدت مسيرته الفنية لأكثر من 27 عاما. درس في جامعة روتجرز.

## الأعمال

### أفلام
- التاريخ الأمريكي إكس (1998)

### مسلسلات
- ستار تريك: ديب سبيس ناين (1993)
- الكراغل (1996)

## روابط خارجية
- أفري بروكس على موقع IMDb (الإنجليزية)
- أفري بروكس على موقع ألو سيني (الفرنسية)
- أفري بروكس على موقع ميوزك برينز (الإنجليزية)
- أفري بروكس على موقع أول موفي (الإنجليزية)
- أفري بروكس على موقع قاعدة بيانات برودواي على الإنترنت (الإنجليزية)
- أفري بروكس على موقع قاعدة بيانات الأفلام السويدية (السويدية)
- أفري بروكس على موقع إن إن دي بي (الإنجليزية)
- أفري بروكس على موقع ديسكوغز (الإنجليزية)
- أفري بروكس على موقع قاعدة بيانات الفيلم (الإنجليزية)
- أفري بروكس على موقع كينوبويسك (الروسية)